# Arammba
L'arammba est une langue papoue parlée en Papouasie-Nouvelle-Guinée, dans le district de Morehead de la Province ouest.

## Classification
L'arammba est une des langues morehead-maro, une des familles de langues papoues.

## Phonologie
Les  voyelles de l'arammba sont :

### Voyelles
|           | Antérieure  | Centrale    | Postérieure |
| --------- | ----------- | ----------- | ----------- |
| Fermée    | i [i] y [y] |             | u [u]       |
| Mi-fermée | ɛ [ɛ] ø [ø] | ə̆ [ə̆] ɜ̆ [ɜ̆] | ʌ [ʌ] ɔ [ɔ] |
| Ouverte   | æ [æ] a [a] |             |             |

### Consonnes
Les consonnes de l'arammba sont :
|              |              | Bilabiales | Dentales | Alvéolaires | Dorsales  | Dorsales | Dorsales |
| ------------ | ------------ | ---------- | -------- | ----------- | --------- | -------- | -------- |
| Palatales    | Vélaires     | Bilabiales | Dentales | Alvéolaires | Uvulaires |          |          |
| Occlusives   | Sourde       |            |          | t [t]       |           | k [k]    |          |
| Occlusives   | Sonore       | b [b]      |          | d [d]       |           | g [g]    |          |
| Occlusives   | Prénasal.    | mb [m͡b]    |          | nd [n͡d]     |           | ŋg [ŋ͡g]  |          |
| Fricative    | Sourde       | ɸ [ɸ]      |          | s [s]       |           |          | χ [χ]    |
| Fricative    | Sonore       |            | ð [ð]    |             |           |          |          |
| Affriquée    | Sonore       |            |          | j [ d͡ʒ]     |           |          |          |
| Affriquée    | Prénasal.    |            |          | nj [n͡d͡ʒ]    |           |          |          |
| Nasale       | Nasale       | m [m]      |          | n [n]       |           |          |          |
| Roulée       | Roulée       |            |          | r [r]       |           |          |          |
| Semi-voyelle | Semi-voyelle | w [w]      |          |             | y [ j]    |          |          |

## Sources
- (en) Steve Parker, 2010, Arammba Organised phonology Data, manuscrit, Ukarumpa, SIL International.